# سورق
سورق هي قرية في مقاطعة ميانة، إيران. عدد سكان هذه القرية هو 172 في سنة 2006.